# 江口壽志
江口壽志（日语：／ Eguchi Hisashi；1965年12月3日—），是日本男性的動畫師、人物設計師。喜歡美國動畫師:特克斯·埃弗裏（Tex Avery）的作品。現居日本北海道札幌市。
古留美工作室出身。師傅是前田實。

## 簡歷
東京設計師學院的動畫系畢業。曾經在古留美工作室大約待十個月時間，後來因為長期受職場霸凌而被迫自主離職。之後來到日昇動畫、東映動畫、4℃工作室等動畫製作公司任職動畫師。
1986年6月進入Studio Junio，在《七龍珠 (動畫)》、《七龍珠Z》和《神通小精靈》等作品中活耀。和佐藤正樹（當時隸屬Studio Junio）、宮原直樹（東映動畫）是大學時代的同班同學。
1995年從Studio Junio離開後成為自由職業活耀至今。主要作品有《七龍珠》、《鲁邦三世暗殺指令》、《新世紀福音戰士》、《攻殼機動隊》等。

主要擔任動畫、Layout、原畫、ANIMATION背景原圖、作畫監督、人物設定、分鏡、演出。

## 主要參加作品

### 電視動畫
- 哆啦A夢（1985年、動畫）（古留美工作室時代；《Animage》1990年2月號）
- 機動戰士GUNDAM ZZ（1986年—1987年、動畫NC）（自由職業時代；《Animage》1990年2月號）
- Bug甜心（1986年、動畫）
- 七龍珠（1986年、原畫）
- 格林名作劇場（1987年、原畫）
- 七龍珠Z（1989年、原畫）
- 神通小精靈（1990年、作畫監督、ED2一人原畫）
- 鲁邦三世暗殺指令（1993年、人物設定、總作畫監督、海報）
- 新·甜心战士（1994年、原畫）
- 新世紀福音戰士（1995年、原畫）
- 攻殼機動隊（1995年、原畫）
- 黃金小子（1995年、原畫）
- 神劍闖江湖（1996年、原畫）
- 麗佳公主（1998年、OP的Layout）
- 星際牛仔（1998年、原畫）
- 妄想代理人（2004年、原畫）
- 艾瑪（2005年、原畫）
- IGPX Immortal Grand Prix（2006年、原畫）
- 盗梦侦探（2006年、原畫）
- 電腦線圈（2007年、原畫）
- BLUE DRAGON 藍龍（2007年、原畫、作畫、OP2）
- 旋風管家！（2007年、原畫）
- ラストエグザイル —銀翼のファム—（2011年、原畫、OP）
- Baby Steps ~網球優等生~（2014年、原畫）
- 巴哈姆特之怒（2014年、原畫）
- 晨曦公主（2014年、原畫）
- 即使如此世界依然美麗（2014年、原畫）
- 最終騎士（2016年、原畫）
- 小金剛起源（2017年、原畫）

### 電視動畫特別篇
- 魯邦三世 俄羅斯之戀（1992年、原畫）
- 魯邦三世 燃燒的斬鐵劍（1994年、原畫）
- 魯邦三世：義大利遊戲（2016年、原畫）

### 劇場動畫
- Bugってハニー メガロム少女舞4622（1987年、動畫）
- 奇羅奴普的狐狸（1987年、動畫）
- 七龍珠 摩訶不思議大冒險（1988年、原畫）
- 七龍珠Z劇場版 熱血戰鬥!!悟空與悟飯（1989年、原畫）
- 七龍珠Z 世界上最強之人（1990年、原畫）
- 七龍珠Z 地球超決戰（1990年、原畫）
- まじかる☆タルるートくん（1991年、原畫）
- まじかる☆タルるートくん 燃えろ!友情の魔法大戦（1991年、作畫監督、原畫）
- まじかる☆タルるートくん すき・すき タコ焼きっ!（1992年、人物設定、作畫監督、原畫）
- おばけ煙突のうた（1993年、原畫）
- 回忆三部曲（1995年、原畫）
- 蒸汽男孩試播（1995年、作畫監督、原畫）
- GHOST IN THE SHELL 攻殻機動隊（1995年、原畫）
- 大砲之街（1995年、原畫）
- 世界末日（1998年、人物設定、作畫監督）
- 星際牛仔：天國之門（2001年、原畫）
- 火影忍者劇場版：大活劇！雪姬忍法帖！！（2004年、原畫）
- GHOST IN THE SHELL / 攻殻機動隊（2008年、原畫）
- 火影忍者劇場版：大激突！夢幻的地底遺跡（2005年、原畫）
- 盜夢偵探（2006年、原畫）
- 真救世主傳說 北斗神拳 拉歐傳 激鬥之章（2007年、Layout）
- 真救世主傳說 北斗神拳ZERO 拳四郎傳（2008年、原畫、機械設定）
- 鬼神傳（2011年、原畫）
- 新·大雄與鐵人兵團 〜振翅吧 天使們〜（2011年、原畫）
- 劍風傳奇黃金時代篇3：降臨（2013年、原畫、作畫監督）
- 喬瓦尼島（2014年、原畫）
- 火影忍者劇場版：最終章（2014年、原畫）
- 數碼寶貝大冒險tri.（2015年、主要原畫師）
- 七龍珠Z 復活的「F」（2015年、原畫）
- 蠟筆小新：功夫小子〜拉麵大亂鬥〜（2018年、原畫）
- 道別的早晨就用約定之花點綴吧（2018年、原畫）

### OVA
- マドンナ 炎のティーチャー（1988年、原畫）（Studio Junio時代初次擔任原畫；《Animage》1990年2月號）
- マドンナ2 愛と青春のキック・オフ（1989年、原畫）
- 羅德斯島戰記（1990年—1991年、原畫）
- 忍者龍劍傳（1991年、原畫）
- NG騎士檸檬汽水&40 DX（1991年、作畫監督）
- 音速小子CD（1993年、人物設定、OP、ED原畫、作畫監督）
- 魔法のプリンセス ミンキーモモ 夢にかける橋（1993年、原畫）
- 甜心戰士（1994年~1995年、分鏡・演出・原畫）
- 七都市物語（1994年、作畫監督補佐・爆炸動畫・Layout・原畫）
- OVA：3×3 EYES 〜聖魔伝説〜（1995年—1996年、原畫）
- アイアンマン：ライズ・オブ・テクノヴォア（2013年原畫）

## 其他相關
1. 江口寿志 アニメーション背景原図集 — 玄光社、ISBN：9784768308318、2017年6月5日

- 由動畫師江口壽志編著。江口曾經參加製作的動畫背景原圖集，教導如何繪製的參考書，全部共106頁。
- 包含《轟天高校生》、《妄想代理人》、《甜心戰士》、《IGPX》》、《電腦線圈》、《北斗神拳》、《鬼神傳》、《哆啦A夢 (動畫)》、《鋼鐵人》、《數碼寶貝大冒險》等背景原圖。

1. （日語）。

## 外部連結
- 江口壽志的X（前Twitter）
- 網站 （日語）。
- 江口壽志的Facebook專頁